# Nazionale di atletica leggera delle Bahamas
La nazionale di atletica leggera delle Bahamas è la rappresentativa delle Bahamas nelle competizioni internazionali di atletica leggera riservate alle selezioni nazionali.

## Bilancio nelle competizioni internazionali
La nazionale bahamense di atletica leggera vanta 16 partecipazioni ai Giochi olimpici estivi su 29 edizioni disputate, per un totale di 7 medaglie d'oro, 2 d'argento e 5 di bronzo.
Gli ori olimpici conquistati da Bahamas nell'atletica leggera sono stati vinti da Pauline Davis-Thompson nei 200 metri piani a Sydney 2000, la staffetta 4×100 metri femminile a Sydney 2000, Tonique Williams-Darling nei 400 metri piani ad Atene 2004, la staffetta 4×400 metri maschile a Londra 2012, Shaunae Miller-Uibo nei 400 metri piani a Rio de Janeiro 2016 e Tokyo 2020 e Steven Gardiner nei 400 metri piani a Tokyo 2020.